# Suore della dottrina cristiana (Mislata)
Le Suore della Dottrina Cristiana (in spagnolo Hermanas de la Doctrina Cristiana) sono un istituto religioso femminile di diritto pontificio: le suore di questa congregazione pospongono al loro nome la sigla H.D.C.

## Storia
La congregazione fu fondata da Miquela Grau che, rimasta vedova, iniziò a collaborare all'apostolato del suo direttore spirituale, Ignasi Matheu, arciprete di Vilanova i la Geltrú.
José Urquinaona y Vidot, arcivescovo di Barcellona, consentì alla Grau di dare inizio a una nuova congregazione religiosa e il 26 novembre 1880, ritenuto data di fondazione, eresse la prima comunità a Molins de Rei.
Nel 1931, con la proclamazione della repubblica in Spagna, le religiose furono costrette ad abbandonare alcune case e nel 1936, durante la guerra civile, diciassette suore furono uccise dai repubblicani (tra esse, la madre generale).
Le costituzioni furono approvate il 27 gennaio 1886 dall'arcivescovo di Barcellona, Jaime Catalá, e il 3 giugno 1956 la Santa Sede concesse il decreto di lode.

## Attività e diffusione
Le suore si dedicano all'istruzione e all'educazione della gioventù e all'assistenza agli ammalati.
Oltre che in Spagna, sono presenti in Colombia e in Perù; la sede generalizia è a Mislata.
Alla fine del 2008 la congregazione contava 77 religiose in 15 case.